# Недзельський Роман Стефанович
Роман Стефанович Недзельський (нар. 10 червня 1967, Львів, Українська РСР) — Заслужений діяч мистецтв України, продюсер, керівник та організатор мистецьких заходів, віртуозний музикант-гітарист, учасник гурту Ватра, генеральний директор Національного палацу мистецтв «Україна».

## Життєпис[1]
Народився 10 червня 1967 року у Львові.
Закінчив Львівську музичну школу імені Соломії Крушельницької як альтист та Львівську консерваторію як гітарист. Отримав вищу юридичну освіту на факультеті Державного управління та права Київського національного університету культури і мистецтв.
В студентські роки увійшов до складу ансамблю Львівської філармонії «Ватра», об'їздив з гастролями всі континенти.
Понад 20 років є менеджером, художнім керівником та музикантом колективу співачки Оксани Білозір.
Очолював посади першого віце-президента та першого заступника генерального директора Національної телекомпанії України (2008—2010), був головою журі Національного відбору на «Євробачення» (2008—2010), керував держпідприємством «Україна гастрольна» (2005—2008) та ПП «Продюсерський центр „Україна Світ“ (2000—2005), що займалися проведенням фестивалів та гастролей українських виконавців в Україні та за кордоном.
У липні 2014-го очолив Національний палац мистецтв «Україна».

## Премії та нагороди
- Заслужений діяч мистецтв України (2009)
- Пам'ятний знак «За честь і славу» III ступеня (2017)
- нагорода «За благодійність» від Всеукраїнського об'єднання громадян «Країна» (2018)
- Мистецька премія «Київ» (2019)

## Родина
Одружений із народною артисткою України, екс-міністром культури Оксаною Білозір. Подружжя має двох синів — Андрія та Ярослава, а також двох онучок.

#### декларація
- Офіційна декларація [Архівовано 8 липня 2020 у Wayback Machine.]